# Vicente Ramón Richart Pérez
Vicente Ramón Richart Pérez (Biar, Alt Vinalopó, 20 de juny de 1773- Madrid, 6 de maig de 1816) va ser un jurista i militar liberal valencià, executat a la plaça de la Cebada de Madrid per la seva participació en la Conspiració del triangle.
En 1791 va començar estudis de Filosofia a la Universitat de València, i s'hi graduà com a batxiller el 4 de juny de 1793. Va completar estudis a la Universitat d'Oriola, graduant-se com a batxiller en dret civil el 29 de maig de 1797. El 5 maig de 1800 va ingressar a la Reial Acadèmia de Jurisprudència de l'Esperit Sant, a San Isidoro el Real, Madrid, on va treballar com a jutge secular, fiscal i secretari. El 1801 fou advocat del Reial i Suprem Consell de Castella, i al cap de poc va ser nomenat comissari de guerra en la divisió de Conca, en 1811, i ministre de la Reial Hisenda en la divisió del brigadier Juan Martín Díez el Empecinado (1812). En 1806 també fou escollit membre de la Reial Societat Econòmica Matritense d'Amics del País.
L'esclat de la guerra del francès el va sorprendre a Madrid repartint octavetes contra Josep I Bonaparte. Va fer presoner al general Vanderbed i a tres oficials de la Guàrdia Reial, per la qual cosa va ser recomanat a la Junta Central del Regne, que el va designar, en 1808, segon del comandant Isidoro Mir perquè amb tres-cents homes de línia fustigués als francesos. L'agost de 1808 va ser espia en el setge que Tomás de Zerain havia posat a Toledo. També va manar una de les quatre columnes de Ramón Miró, seguint la retirada de la batalla d'Almonesir (11 d'agost de 1809). Després es va traslladar a Cadis on va tractar amb el ministre de guerra Juan O'Donojú. Després de prestar nous serveis a Conca el 10 de desembre de 1813 es va traslladar a Madrid, malalt de reuma i en precària situació econòmica.
Donada la seva experiència en l'espionatge i el seu malestar davant el silenci governamental a les seves sol·licituds per aconseguir un càrrec en agraïment als seus serveis bèl·lics, va passar a dedicar-se a les intrigues liberals. En 1815 va participar en la conspiració de Juan Díaz Porlier, però fou absolt per manca de proves. Fou un dels organitzadors de la Conspiració del triangle: cèl·lules de tres persones que no sabien l'existència d'altres cèl·lules, per segrestar el rei Ferran VII d'Espanya en el bordell que freqüentava i proclamar la Constitució Espanyola de 1812. Richart disposava de valuosa informació proporcionada per O'Donojú i pels altres implicats (Yandiola, Renovales, Calatrava i Simón Plaza). Però els sergents de Marina que havien de consumar l'atemptat van delatar Richart, provocant la seva detenció. Jutjat i executat al patíbul, el seu cap va ser exposat en una gàbia de ferro a les rodalies de la Puerta de Alcalá.